# Esfecídeos

Sphecidae usando una pequena pedra para tampar a entrada de seu ninho

Os Esfecídeos (Sphecidae; Latreille, 1802) são uma família cosmopolita de vespas que inclui as vespas-cavadoras e outros tipos de espécies familiares. Estima-se que haja mais de 700 espécies em todo o mundo.
Geralmente de cor escura, algumas com reflexos metálicos ou com cores brilhantes, medem de 20 a 40mm. Seu abdômen é grande e com um pecíolo ou uma fina cintura. Diferenciam-se das abelhas nas quais os pêlos são simples e não ramificados.
A taxonomia dessa família sofreu profundas mudanças. Crabronidae que fazia parte dela, é agora considerada uma família separada.
A biologia das vespas Sphecidae é muito variada, sendo que a grande maioria é solitária. Muitas fazem seus ninhos em buracos no chão ou utilizam cavidades preexistentes, enquanto que outras os constróem em ramos com lama ou ainda, em alguns casos, com resina. Todas são predadoras.
Cada espécie costuma ser especializada em um determinado tipo de presa, geralmente insetos ou aranhas. A maioria paralisa a presa e nela põe seus ovos, sem mais cuidados. Algumas poucas espécies continuam a alimentar as larvas durante o desenvolvimento.

## Subgrupos
Subfamília Ammophilinae
- Ammophila
- Podalonia, etc

Subfamília Sceliphrinae
- Chlorion
- Sceliphron
- Stangeella, etc

Subfamília Sphecinae
- Chilosphex
- Isodontia
- Palmodes
- Prionyx
- Sphex, etc